# Asaccus platyrhynchus
Asaccus platyrhynchus (лат.) — вид гекконов из семейства Phyllodactylidae. Эндемик Омана.

## Внешний вид
Средних размеров геккон стройного телосложения с длиной тела без хвоста 6,3 см. Туловище округлое в сечении, голова уплощённая с широким концом. Шея тонкая. Глаза крупные, с вертикальными зрачками с неровными краями. Конечности длинные и тонкие. Туловище сверху покрыто мелкими чешуйками и 12 продольными рядами мелких бугорков. Уплощённые бугорки имеются также на предплечьях, задних конечностях и хвосте, но отсутствуют на плечах. Клоакльные бугорки мелкие или отсутствуют. Хвост округлый в сечении, достигает около 1,3 длины тела. Кончик хвоста с боков не уплощён, способен закручиваться. Пальцы на концах с парными подпальцевыми пластинами, выдающимися далеко за когти. Тело сверху розоватое с поперечными оранжевыми полосами. В окраске хвоста наблюдается половой диморфизм: у самок он белый с чёрными полосами, а у самцов жёлтый.

## Распространение
Обитает только в горах Эль-Ахдар (Оман) на высоте 300—1700 м над уровнем моря, являясь эндемиком.

## Образ жизни
Ведёт ночной образ жизни. Обитает на скальных выступах, в ущельях и пещерах. Питается насекомыми и другими членистоногими. В случае опасности быстро убегает. Самки откладывают по одному яйцу в твёрдой скорлупе.